# T Magazine
《T Magazine》是《纽约时报》旗下一份时尚杂志，以月刊形式出版，创刊于2004年8月。中国大陆版为《风尚志》（T Magazine China），创刊于2015年3月。
该杂志原先每年发行15期，2013年起每年发行13期，2017年减到每年11期。原先使用和《纽约时报》相同风格的哥特体大写T作为Logo，2013年后换成三维视觉的无衬线体大写T。

## 主编
- 2004年-2010年：Stefano Tonchi[8]
- 2010年-2012年：Sally Singer[9]
- 2012年-2016年：Deborah Needleman[10]
- 2017年至今：柳原漢雅[3]

## 国际版
截至2022年，在运营中的《T Magazine》国际授权版本包括：
- 日本版：2015年创刊，与朝日新闻社、集英社联合推出，日文季刊[12]
- 中国大陆版：即《风尚志》，2015年创刊，中文月刊[1]
- 澳大利亚版：2021年创刊，与KK Press合作，英文季刊[13]